# Marcelo Melo (político)
Marcelo de Araújo Melo (Luziânia, 11 de outubro de 1958) é um empresário e político brasileiro atuante em Goiás.

## Dados biográficos
Filho de Vasco do Rosário de Araújo Melo e Maria de Lourdes Reis Melo. Concluiu o curso técnico em Contabilidade pelo Centro de Ensino Tecnológico de Brasília e em 1981 tornou-se sócio e gerente de uma empresa de materiais de construção em Luziânia, cidade onde presidiu a Associação Comercial em três oportunidades. Também presidiu a Federação das Associações Comerciais, Industriais e Agropecuárias do Estado de Goiás entre 1995 e 1996.
Membro do PMDB desde 1980, foi presidente do diretório municipal da legenda em sua cidade por seis anos a partir de 1994. Foi eleito deputado estadual em 1998 e 2002 e deputado federal em 2006. Em 2010 foi candidato a vice-governador na chapa de Iris Rezende, entretanto foram derrotados em segundo turno.
Ao final do primeiro governo da presidente Dilma Rousseff assumiu uma diretoria na Companhia Nacional de Abastecimento.